# Dampierre (Calvados)
Pour les articles homonymes, voir Dampierre.
Dampierre est une ancienne commune française, située dans le Bocage virois et dans le département du Calvados en région Normandie, peuplée de 154 habitants.
Depuis le 1er janvier 2017, la commune de Dampierre fait partie de la commune nouvelle de Val de Drôme.

## Géographie
La commune est aux confins du Bocage virois, du Bessin et du pays saint-lois, sa situation dans l'arrondissement de Vire privilégiant le classement dans le premier pays. Dampierre fait partie de la communauté de communes Aunay-Caumont-Intercom et à ce titre peut être localisée dans le Pré-Bocage, désignation récente, sorte de seuil du Massif armoricain, dont elle est l'extrême ouest. L'atlas de paysages de la Basse-Normandie la place au sud de l'unité du Bocage en tableaux caractérisée par « une série de vallées parallèles sud-ouest/nord-est » aux « amples tableaux paysagers ». Son bourg est à 5 km au nord de Saint-Martin-des-Besaces, à 7,5 km au sud-ouest de Caumont-l'Éventé et à 9 km à l'est de Torigni-sur-Vire.
Trois routes départementales se rejoignent dans le bourg. La D 107 (D 53 dans la Manche limitrophe) permet à l'ouest de retrouver Torigni-sur-Vire. Au nord, la D 190 croise la route Torigni-Caumont-l'Éventé. La D 107, à l'est, mène à Saint-Jean-des-Essartiers et permet d'emprunter à quelques centaines de mètres la direction de Caumont. Plus au sud, la D 85 rejoint Saint-Ouen-des-Besaces, permettant ainsi l'accès à l'A84 (sortie 41).
Dampierre est dans le bassin de la Vire, par son sous-affluent la Drôme qui délimite le territoire du sud au nord-est. Deux de ses affluents parcourent le territoire communal : la rivière de Montaigu qui marque la limite avec Le Perron (Manche) au nord-ouest et un modeste ruisseau traversant le bourg.
Le point culminant (181 / 182 m) se situe au sud, près du lieu-dit la Campagne. Le point le plus bas (97 m) correspond à la sortie de la Drôme du territoire, au nord. La commune est bocagère.
La pluviométrie annuelle avoisine les 950 mm.
Les principaux lieux-dits sont, du nord-ouest à l'ouest, dans le sens horaire, la Lande, le Village au Blond, la Monerie, la Prairie, les Azes, le Moulin, la Fouquerie, le Betzée, les Mares, la Bertherie, la Campagne, le Pavillon, le Château, le Hurel, Berguenotte, Dajon, le Pelletier, la Maillarderie et le Boucher.
| Le Perron (Manche)      | Sept-Vents                                                 | Sept-Vents                                                 |
| Placy-Montaigu (Manche) | Dampierre                                                  | Saint-Jean-des-Essartiers                                  |
| Placy-Montaigu (Manche) | Souleuvre-en-Bocage (comm. dél. de Saint-Ouen-des-Besaces) | Souleuvre-en-Bocage (comm. dél. de Saint-Ouen-des-Besaces) |

## Toponymie
Le nom de la localité est attesté sous les formes Danpetra en 1198, Domnapetra en 1250, Damnopetra en 1255.
Dampierre est un hagiotoponyme caché : Du bas latin dominus et du nom de saint Petrus.  La paroisse est donc dédiée à l'apôtre Pierre. La forme savante Danpetra, attestée en 1198, est visiblement due à une confusion par l'interprétation de pierre en petra.
Le gentilé est Dampierrais.

## Histoire
Au XIVe siècle, Girette (ou Perette) de Dampierre, dernière héritière, apporte par mariage le fief de Dampierre à Hébert Thésard, descendant de Raoul Theu-Zart, compagnon de Rollon. Au début du XVIe siècle, Marie Thésard leurs arrière-petite-fille, apporte par mariage la seigneurie à Nicolas de Silly. Au XVIe siècle, après leur fils François de Silly et leur petite-fille Jacqueline de Silly, la seigneurie passe au main de Hervé IV de Longaunay, demi-frère de François de Silly. Leur mère, Marie, avait épousé en secondes noces Jean II de Longaunay, seigneur de Damigny, près de Bayeux et elle restera dans cette famille jusqu'au XIXe siècle. Hervé IV, établit à Dampierre, fut l'un des proches du maréchal Jacques de Matignon.
Depuis le 1er janvier 2017, la commune de Dampierre s'est regroupée avec celles de La Lande-sur-Drôme, Saint-Jean-des-Essartiers et Sept-Vents pour former la commune nouvelle de Val de Drôme, dont le chef-lieu se situe à Sept-Vents.

## Politique et administration

### Tendances politiques et résultats
Candidats ou listes ayant obtenu plus 5 % des suffrages exprimés lors des dernières élections politiquement significatives :
- Régionales 2015[11] :
  - 1er tour (50,00 % de votants) : FN (Nicolas Bay) 32,73 %, Union de la droite (Hervé Morin) 16,36 %, DLR (Nicolas Calbry) 12,73 %, EÉLV (Yanic Soubien)  10,91 %, Union de la gauche (Nicolas Mayer-Rossignol) 10,91 %, FG (Sébastien Jumel) 10,91 %.
  - 2e tour (55,26 % de votants) : FN (Nicolas Bay) 50,85 %, Union de la gauche (Nicolas Mayer-Rossignol) 27,12 %, Union de la droite (Hervé Morin) 22,03 %.
- Européennes 2014[12] (41,96 % de votants) : FN (Marine Le Pen) 44,44 %, DLR (Jean-Philippe Tanguy) 15,56%, UMP (Jérôme Lavrilleux) 11,11 %, EÉLV (Karima Delli) 8,89 %, FG (Jacky Hénin) 6,67 %, UDI - MoDem (Dominique Riquet) 6,67 %.
- Législatives 2012[13] :
  - 1er tour (53,70 % de votants) : Alain Tourret (PRG) 41,38 %, Jean-Yves Cousin (UMP) 32,76 %, Marie-Françoise Lebœuf (FN) 15,52 %.
  - 2e tour (63,89 % de votants) : Jean-Yves Cousin (UMP) 50,75 %, Alain Tourret (PRG) 49,25 %.
- Présidentielle 2012[14] :
  - 1er tour (86,11 % de votants) : Marine Le Pen (FN) 27,96 %, Nicolas Sarkozy (UMP) 21,51 %, François Hollande (PS) 19,35 %, Jean-Luc Mélenchon (FG) 11,83 %., François Bayrou (MoDem) 8,60 %., Philippe Poutou (NPA) 5,38 %
  - 2e tour (88,89 % de votants) : François Hollande (PS) 50,00 %, Nicolas Sarkozy (UMP) 50,00 %.

### Administration municipale
| Période                                  | Période       | Identité          | Étiquette | Qualité     |
| ---------------------------------------- | ------------- | ----------------- | --------- | ----------- |
| Les données manquantes sont à compléter. |               |                   |           |             |
| 1983                                     | 2008          | Jean-Pierre Bures |           |             |
| 2008                                     | décembre 2016 | Pierre Fabien     | SE        | Agriculteur |

Le conseil municipal était composé de onze membres dont le maire et deux adjoints.

## Démographie
L'évolution du nombre d'habitants est connue à travers les recensements de la population effectués dans la commune depuis 1793. À partir du 1er janvier 2009, les populations légales des communes sont publiées annuellement dans le cadre d'un recensement qui repose désormais sur une collecte d'information annuelle, concernant successivement tous les territoires communaux au cours d'une période de cinq ans. 
Pour les communes de moins de 10 000 habitants, une enquête de recensement portant sur toute la population est réalisée tous les cinq ans, les populations légales des années intermédiaires étant quant à elles estimées par interpolation ou extrapolation. Pour la commune, le premier recensement exhaustif entrant dans le cadre du nouveau dispositif a été réalisé en 2004,.
En 2021, la commune comptait 154 habitants, en évolution de +19,38 % par rapport à 2015 (Calvados : +1,58 %, France hors Mayotte : +2,49 %).
Dampierre a compté jusqu'à 687 habitants en 1806.
| 1793 | 1800 | 1806 | 1821 | 1831 | 1836 | 1841 | 1846 | 1851 |
| ---- | ---- | ---- | ---- | ---- | ---- | ---- | ---- | ---- |
| 655  | 612  | 687  | 638  | 557  | 515  | 533  | 523  | 506  |

| 1856 | 1861 | 1866 | 1872 | 1876 | 1881 | 1886 | 1891 | 1896 |
| ---- | ---- | ---- | ---- | ---- | ---- | ---- | ---- | ---- |
| 470  | 413  | 403  | 419  | 454  | 392  | 409  | 403  | 372  |

| 1901 | 1906 | 1911 | 1921 | 1926 | 1931 | 1936 | 1946 | 1954 |
| ---- | ---- | ---- | ---- | ---- | ---- | ---- | ---- | ---- |
| 351  | 344  | 314  | 298  | 326  | 309  | 261  | 268  | 276  |

| 1962 | 1968 | 1975 | 1982 | 1990 | 1999 | 2004 | 2009 | 2014 |
| ---- | ---- | ---- | ---- | ---- | ---- | ---- | ---- | ---- |
| 234  | 200  | 169  | 173  | 136  | 121  | 116  | 116  | 130  |

| 2018 | - | - | - | - | - | - | - | - |
| ---- | - | - | - | - | - | - | - | - |
| 132  | - | - | - | - | - | - | - | - |

## Lieux et monuments
- Le château de Dampierre (XVIIe et XIXe siècles) inscrit monument historique par arrêté du 14 décembre 1928 ; la porterie et le colombier ont été classés par arrêté du 26 septembre 2000[21].
- L'église Saint-Pierre (XVIe et XIXe siècles) à clocher-porche, remaniée au XIXe siècle, elle a conservé la chapelle élevée par les Longaunay au XVIe siècle. Elle abrite le tombeau avec gisants de Nicolas de Silly et de sa femme, classé au titre objet aux monument historique en 1908[22].  Est également conservé, encastré dans le sol, le tombeau en granit de Georges d'Anecy, ancien curé de la paroisse.

C'est au XVIe siècle que les Longaunay font construire dans l'église paroissiale une chapelle seigneuriale, semblable à celle qu'ils ont fait édifier, en 1339, dans l'église de Nonant, sur laquelle est implanté le fief de Damigny. La chapelle conserve le tombeau (XVIe siècle) de Jean de Silly, surmonté de son gisant, et le tombeau contenant les corps d'Hervé IV de Longaunay et de son épouse Catherine de Sureau. Ce dernier est surmonté du gisant de Marie de Dampierre. Sous la chapelle, un caveau abrite les sarcophages de différents membres de la famille Longaunay. Seule la stèle d'Antoine, mort en 1697, est sculptée.
- Dans le cimetière, chapelle funéraire en calcaire érigée vers 1860 par Marie-Barbe de Briges-Longaunay, pour abriter les corps de ses parents, de son petit-fils et de son époux, inscrite au titre des monuments historiques depuis le 15 novembre 2010[24].

L’église Saint-Pierre
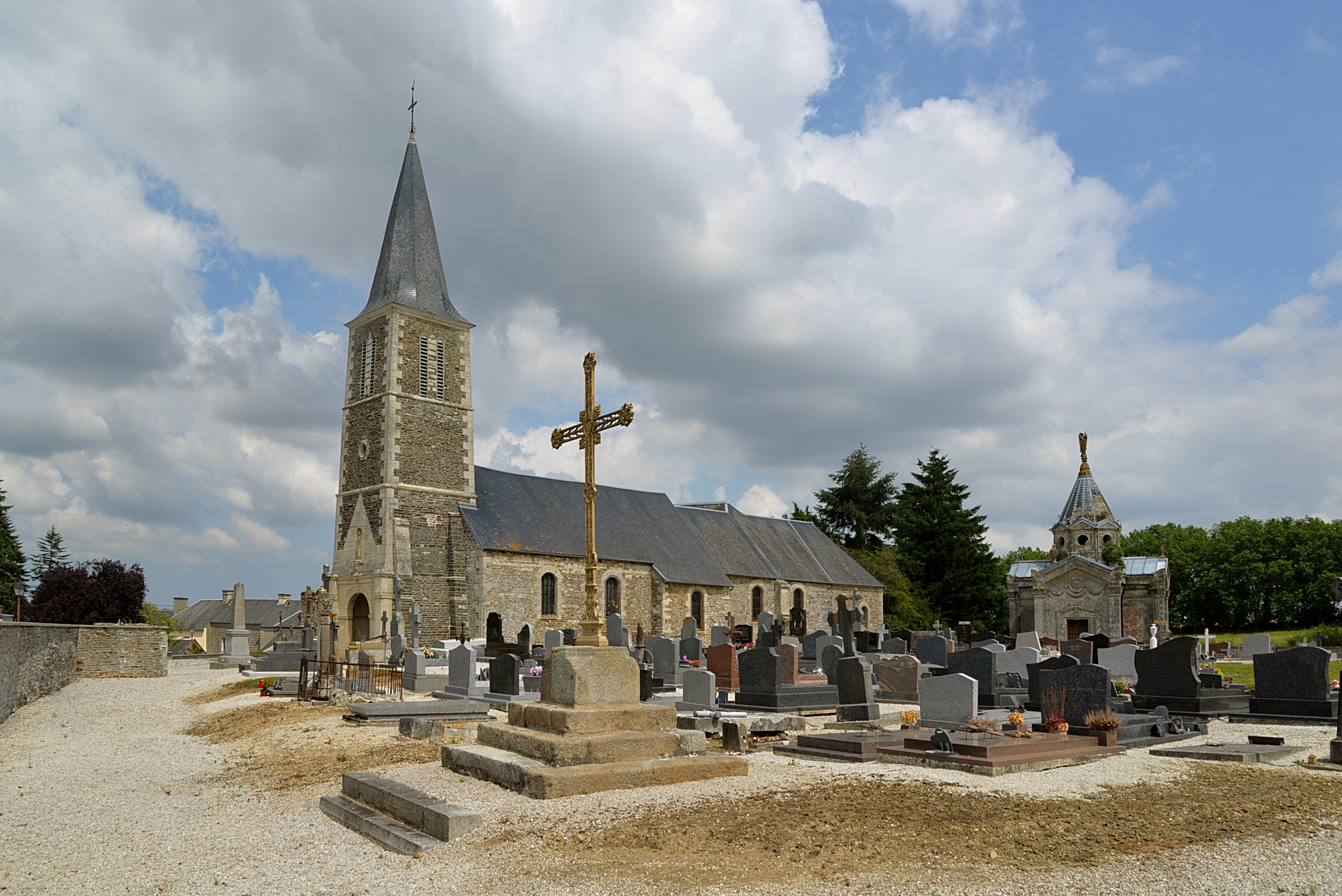
L’église.
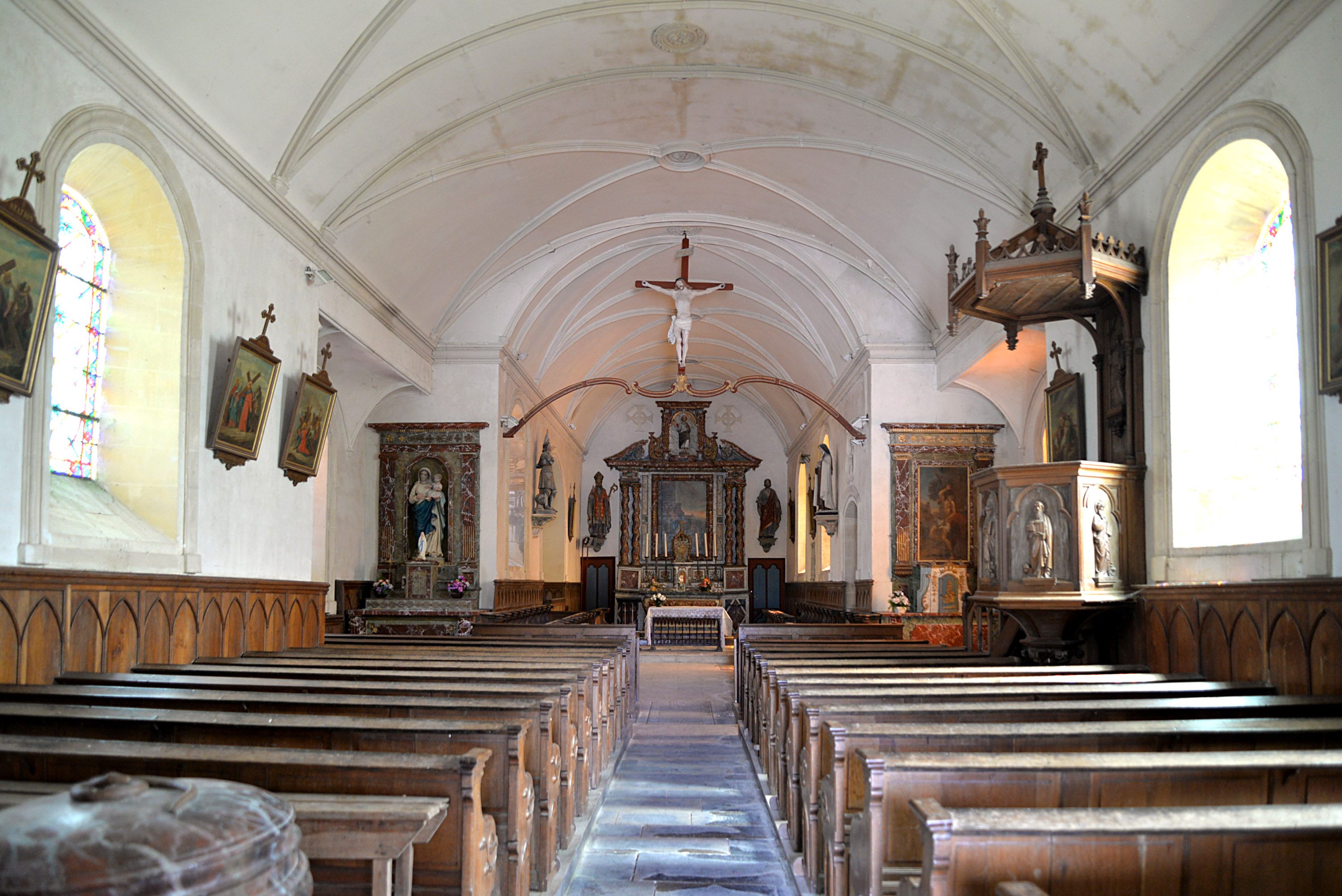
La nef.
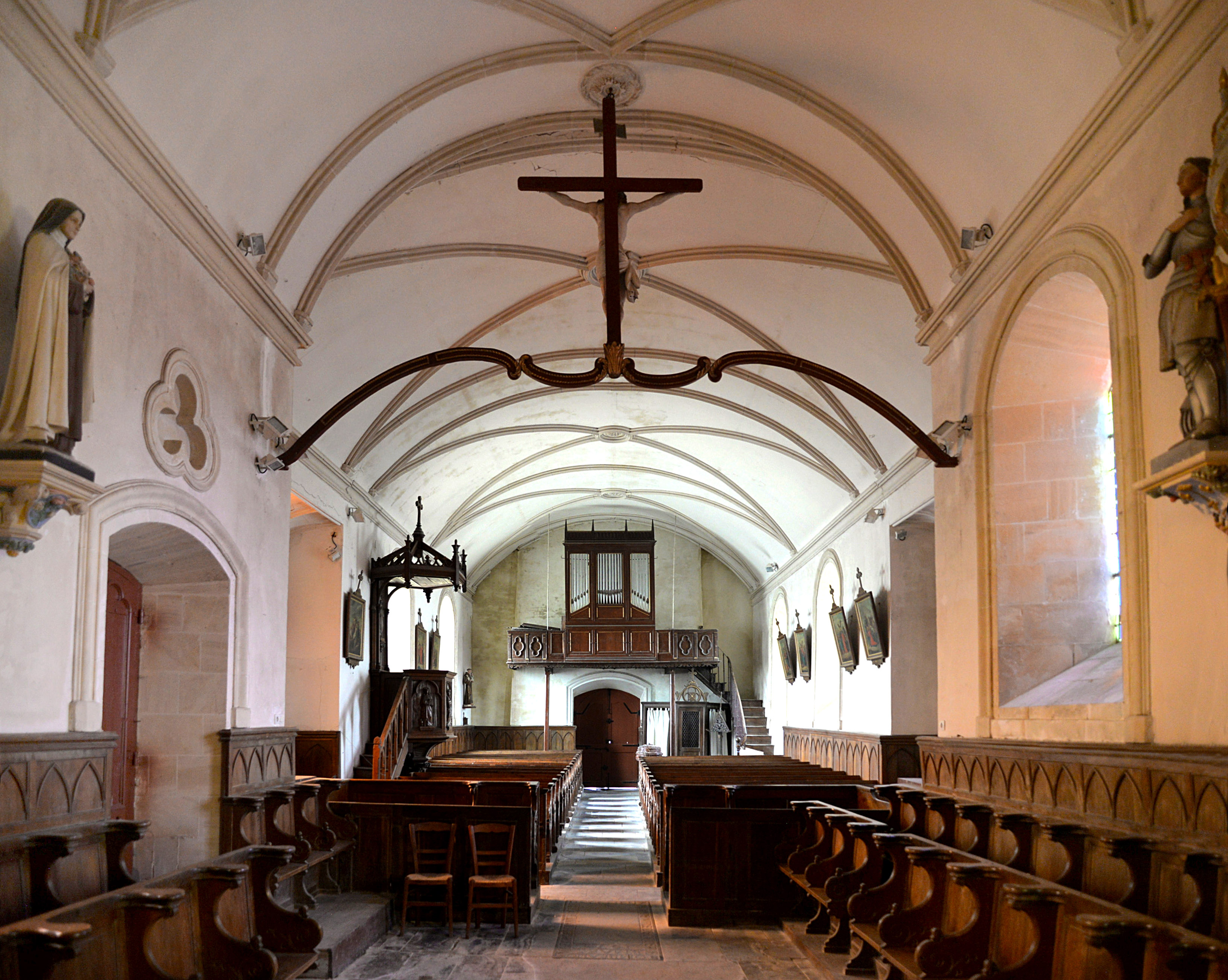
La nef depuis le chœur.
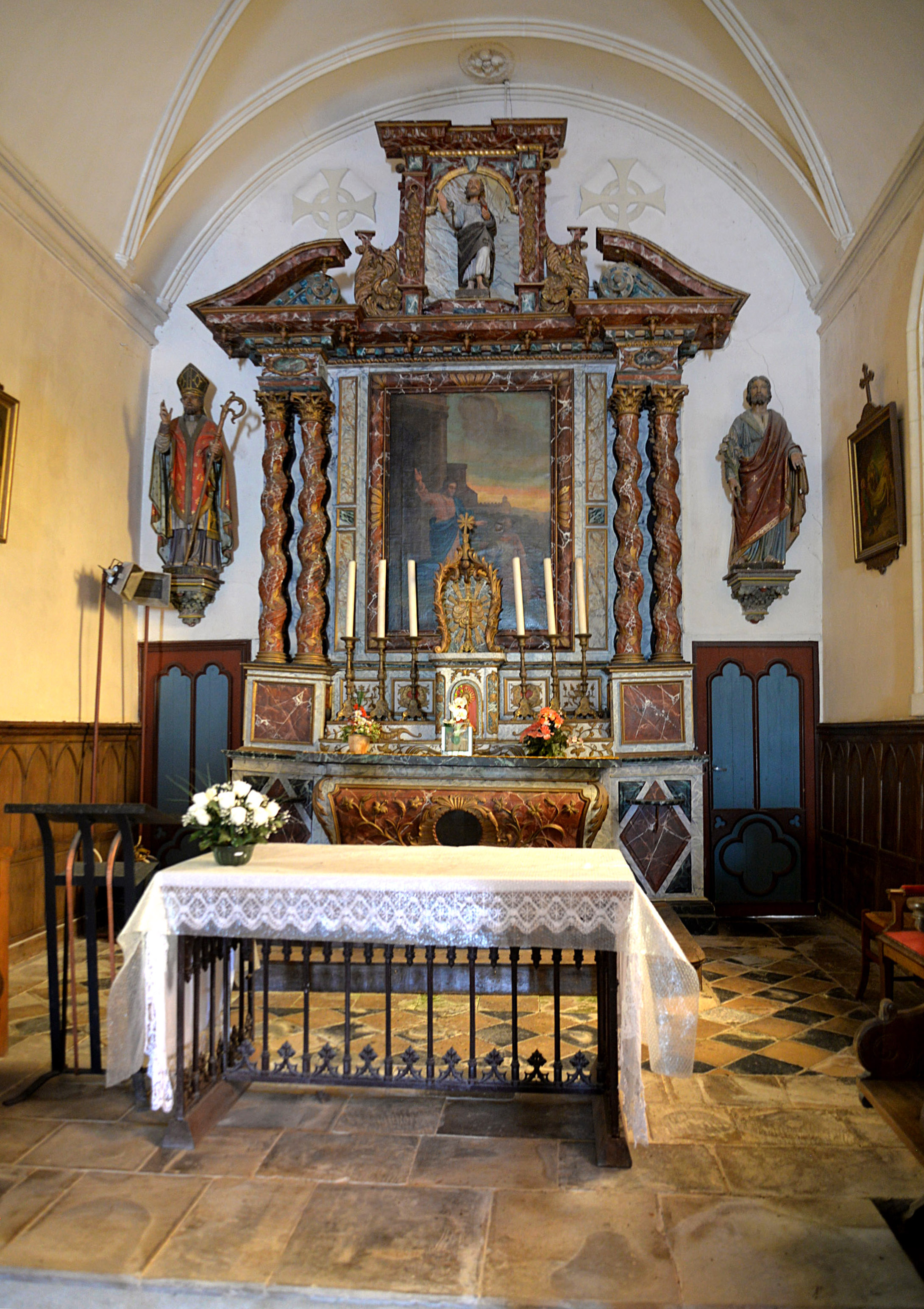
Le maître-retable.
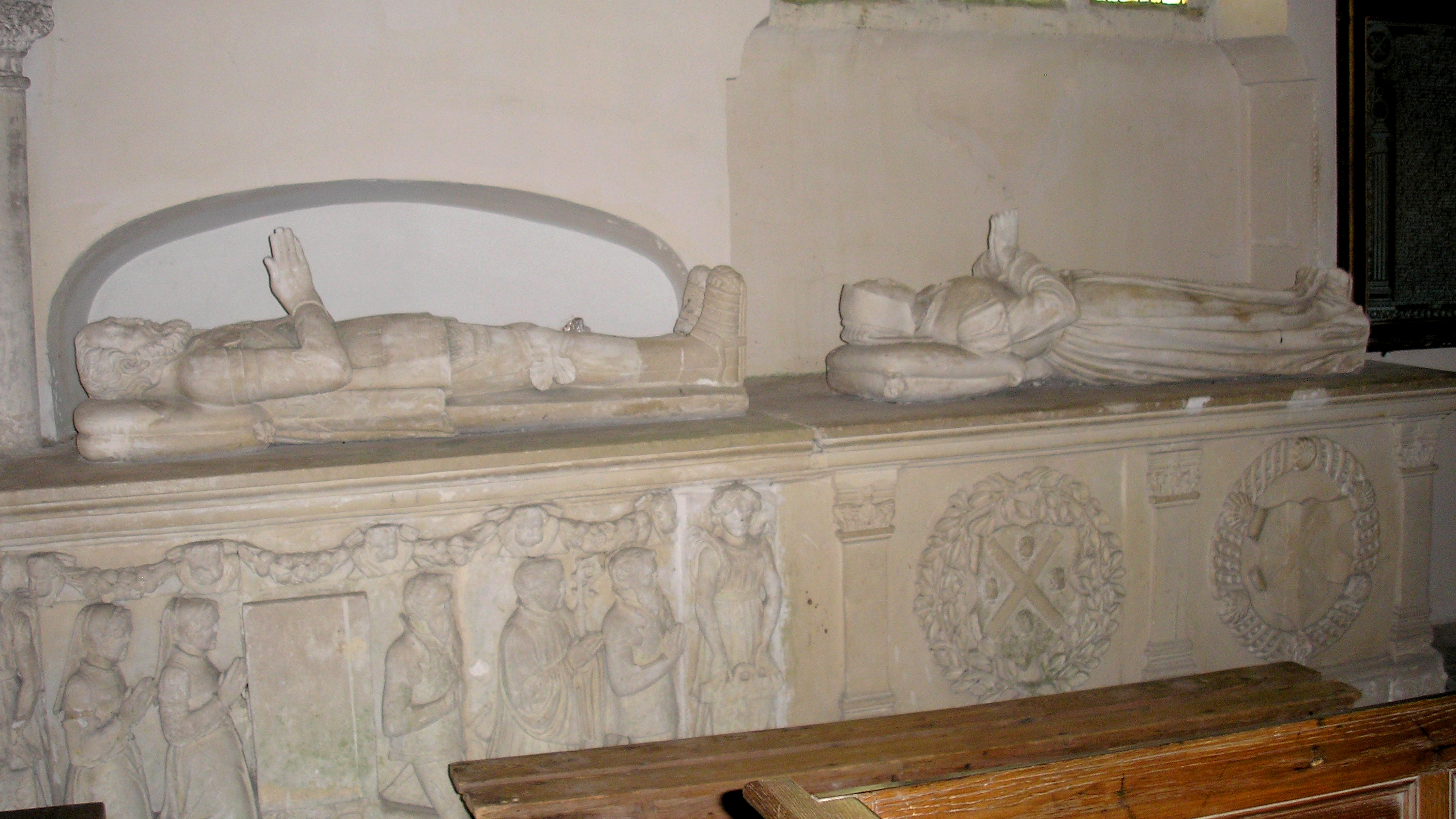
Les gisants de Nicolas de Silly et de Marie de Dampierre.
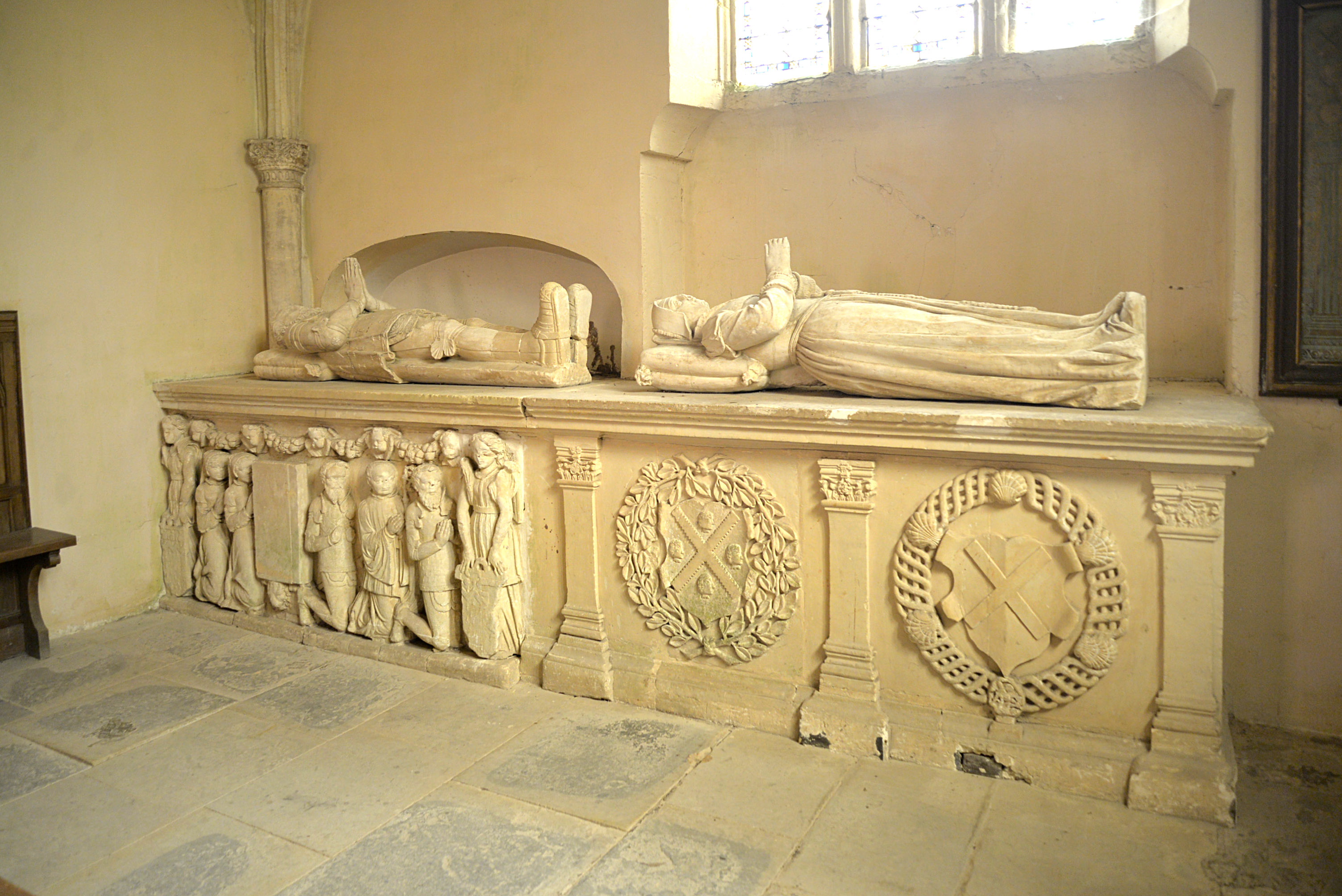
Les gisants de Nicolas de Silly et de Marie de Dampierre.